# Árbol de segmento
En ciencias de la computación, un árbol de segmento (en inglés: Segment tree)  es una estructura de datos en forma de árbol para guardar intervalos o segmentos. Permite consultar cuál de los segmentos guardados contiene un punto. Este es, en principio, una estructura estática; es decir, su contenido no puede ser modificado una vez que su estructura es construida. Una estructura de datos similar es el árbol de intervalo.
Un árbol de segmento para un conjunto I de n intervalos usa O(n log n) de memoria de almacenamiento y puede construirse en un tiempo O(n log n). Los árboles de segmento soportan búsqueda para todos los intervalos que contienen un punto de consulta en O(log n + k), k el número de intervalos o segmentos recuperados.
Algunas aplicaciones del árbol de segmento son vistas en las áreas de la geometría computacional y en los sistemas de información geográfica.
El árbol de segmentos puede generalizarse para espacios  multidimensionales.

## Descripción de estructura
Esta sección describe la estructura de un árbol de segmento en un espacio de una dimensión.
Sea S un conjunto de intervalos o segmentos. Sea p1, p2, ..., 
pm una lista de distintos puntos extremos de intervalos, ordenada de izquierda a derecha. Considere la división de la línea de los números reales provocado por estos puntos. La región de esta división es llamada intervalos elementales. Por tanto, los intervalos elementales son, de izquierda a derecha:
{\displaystyle (-\infty ,p_{1}),[p_{1},p_{1}],(p_{1},p_{2}),[p_{2},p_{2}],...,(p_{m-1},p_{m}),[p_{m},p_{m}],(p_{m},+\infty )}
Es decir, la lista de intervalos elementales está compuesta de intervalos abiertos entre dos puntos finales consecutivos pi y pi+1, alternándose con intervalos cerrados compuesto por un único punto extremo. Puntos por separados son tratados como intervalos porque la respuesta a una consulta no es necesariamente la misma en el interior de un intervalo elemental que en sus puntos extremos.

Este gráfico representa la estructura de árbol de segmento(imagen superior) correspondiente para los intervalos indicados en la parte inferior.

Dado un conjunto I de intervalos o segmentos, un árbol de segmento T para I está estructurado de la siguiente manera:
- T es un árbol binario.
- Sus nodos hojas corresponden a los intervalos elementales provocados por los puntos extremos en I, en una forma ordenada: la hoja más a la izquierda coincide con el intervalo más a la izquierda. El intervalo elemental correspondiente a una hoja v es denotado por Int(v).
- Los nodos internos de T coinciden con intervalos que son la unión de intervalos elementales: el intervalo Int(N) correspondiente al nodo N es la unión de los intervalos correspondientes a las hojas del subárbol con raíz en N. Eso implica que Int(N) es la unión de los intervalos de sus dos hijos.
- Cada nodo v en T almacena el intervalo Int(v) y un conjunto de intervalos, en alguna estructura de datos. Este subconjunto canónico del nodo v contiene los intervalos [x, x′] de I tal que [x, x′] contiene Int(v) y no contiene Int(padre(v)). Es decir, cada segmento en I almacena los segmentos que abarcan completamente su intervalo, pero no abarca completamente el intervalo de su padre.[3]

## Requerimientos de almacenamiento
Esta sección analiza el costo de almacenamiento de un árbol de segmento en un espacio de una dimensión.
Un árbol de segmento T en un conjunto I de n intervalos usa O(nlogn) de almacenamiento.
Prueba:
Lema: Cualquier intervalo [x, x′] de I es almacenado en el conjunto canónico para como máximo dos nodos en la misma profundidad.
Prueba: Sea v1, v2, v3 tres nodos en la misma profundidad, enumerados de izquierda a derecha y p(v) el nodo padre de cualquier nodo v. Suponga [x, x′] es almacenado en v1 y v3. Esto significa que [x, x′] abarca todo el intervalo desde el punto extremo izquierdo de Int(v1) hasta el punto extremo derecho de Int(v3). Note que todo segmento en un nivel en particular no se solapa y se encuentra ordenado de izquierda a derecha: esto es verdadero por construcción para el nivel que contienen las hojas y la propiedad no se pierde cuando se mueve desde cualquier nivel al nivel inmediato superior por combinación de pares de segmentos adyacentes. Ahora p(v2) = p(v1) o el primero a la derecha del último (Los bordes en el árbol no se cruzan). En el primer caso, el punto más a la izquierda de Int(p(v2)) es el mismo que el punto más a la izquierda de Int(v1); en el segundo caso, el punto más a la izquierda de Int(p(v2)) está a la derecha del punto más a la derecha de Int(p(v1)), por lo tanto también está a la derecha del punto más a la derecha de Int(v1). En ambos casos Int(p(v2)) comienza en/a la derecha del punto más a la izquierda de Int(v1). Razonamiento similar muestra que Int(p(v2)) termina en/a la izquierda del punto más a la derecha de Int(v3). Int(p(v2)) en consecuencia debe estar contenido en [x, x′]; por eso, [x, x′] no podrá estar almacenado en v2.
El conjunto I tiene como máximo 4n + 1 intervalo elemental. Porque T es un árbol balanceado con a lo máximo 4n + 1 nodos hojas, su altura es O(logn). Como cualquier intervalo es almacenado a lo máximo dos veces en una profundidad del árbol, entonces la cantidad total almacenada es O(nlogn).

## Construcción
Esta sección describe la construcción de un árbol de segmento en un espacio de una dimensión.
Un árbol de segmento desde el conjunto de segmentos I, puede ser construido como sigue. Primero, los puntos finales de los intervalos en I se ordenan. Los intervalos elementales son obtenidos desde este. Entonces, un árbol binario balanceado es construido con los intervalos elementales y para cada nodo v es determinado el intervalo Int(v) que este representa. Quedando computar los subconjuntos canónicos para los nodos. Para lograr esto, los intervalos en I son insertados uno por uno en el árbol de segmento. Un intervalo X = [x, x′] puede ser insertado en un subárbol en T, usando el siguiente procedimiento:
- Si Int(T) está contenido en X entonces se almacena X en T y final.
- Si no:
- Si X se interseca con el subconjunto canónico del hijo izquierdo de T entonces inserta X en este hijo, recursivamente.
- Si X se interseca con el subconjunto canónico del hijo derecho de T entonces inserta X en este hijo, recursivamente.

La operación de construcción completa toma un tiempo O(nlogn), donde n es el número de segmentos en I.
Prueba
Ordenar los puntos finales toma un tiempo  O(nlogn). Construir un árbol binario balanceado desde los puntos finales ordenados toma tiempo lineal con respecto a n.
La inserción de un intervalo X = [x, x′] en el árbol cuesta O(logn).
Prueba: Visitar cada nodo toma un tiempo constante (asumiendo que los subconjuntos canónicos son almacenados en una estructura de datos simple como una lista enlazada). Cuando nosotros visitamos el nodo v nosotros almacenamos X en v o Int(v) contiene un punto extremo de X. Como se prueba arriba, un intervalo es almacenado a lo máximo dos veces en cada nivel del árbol. Hay también a lo máximo un nodo en cada nivel cuyo intervalo correspondiente contiene a x y un nodo cuyo intervalo contiene a x′. Así que, a lo sumo cuatro nodos por nivel son visitados. Debido a que hay O(logn) niveles, el costo total de la inserción es O(logn).
Algoritmo para la construcción de un árbol de segmento en C++:
```
#include
 
<cstdio>

#include
 
<vector>

//Tipo de los puntos

#define Point float

//Representa +infinito

#define FLT_MAX 1E+37

using
 
namespace
 
std
;

struct
 
Segment

{

    
Point
 
minValue
;

    
Point
 
maxValue
;

};

//Nodos del árbol de segmento

struct
 
BinaryTree

{

    
Point
 
minValue
;

    
bool
 
minOpen
;

    
Point
 
maxValue
;

    
bool
 
maxOpen
;

    
vector
<
Segment
>
 
subSet
;

    
BinaryTree
 
*
leftChild
;

    
BinaryTree
 
*
rightChild
;

};

//Built methods

//Comparar dos puntos

//utilizados para ordenar la lista de puntos extremos

int
 
cmp
(
const
 
void
 
*
arg1
,
 
const
 
void
 
*
arg2
)

{

    
Point
 
value1
 
=
 
*
(
Point
 
*
)
arg1
;

    
Point
 
value2
 
=
 
*
(
Point
 
*
)
arg2
;

    
if
 
(
value1
 
<
 
value2
)

        
return
 
-1
;

    
if
 
(
value1
 
>
 
value2
)

        
return
 
1
;

    
return
 
0
;

}

inline
 
BinaryTree
*
 
Union
(
BinaryTree
*
 
nodeMin
,
 
BinaryTree
*
 
nodeMax
)

{

    
BinaryTree
*
 
result
 
=
 
new
 
BinaryTree
();

    
result
->
minValue
 
=
 
nodeMin
->
minValue
;

    
result
->
minOpen
 
=
 
nodeMin
->
minOpen
;

    
result
->
maxValue
 
=
 
nodeMax
->
maxValue
;

    
result
->
maxOpen
 
=
 
nodeMax
->
maxOpen
;

    
return
 
result
;

}

inline
 
BinaryTree
*
 
CreateLeafNode
(
Point
 
minValue
,
 
Point
 
maxValue
,
 
bool
 
minOpen
,
 
bool
 
maxOpen
)

{

    
BinaryTree
*
 
newNode
 
=
 
new
 
BinaryTree
();

    
newNode
->
minOpen
 
=
 
minOpen
;

    
newNode
->
maxOpen
 
=
 
maxOpen
;

    
newNode
->
minValue
 
=
 
minValue
;

    
newNode
->
maxValue
 
=
 
maxValue
;

    
newNode
->
leftChild
 
=
 
0
;

    
newNode
->
rightChild
 
=
 
0
;

    
newNode
->
subSet
 
=
 
vector
<
Segment
>
();

    
return
 
newNode
;

}

BinaryTree
*
 
BuiltBalancedBinaryTree
(
Point
 
endPoints
[],
 
int
 
countEndPoint
)

{

        
BinaryTree
*
 
elementaryInterval
[
countEndPoint
 
*
 
2
 
+
 
1
];

        
Point
 
minValue
 
=
 
-
FLT_MAX
;

        
for
(
int
 
i
 
=
 
0
;
 
i
 
<
 
countEndPoint
;
 
i
++
)

        
{

            
int
 
towI
 
=
 
2
 
*
 
i
;

            
elementaryInterval
[
towI
]
 
=
 
CreateLeafNode
(
minValue
,
 
endPoints
[
i
],
 
true
,
 
true
);

            
elementaryInterval
[
towI
 
+
 
1
]
 
=
 
CreateLeafNode
(
endPoints
[
i
],
 
endPoints
[
i
],
 
false
,
 
false
);

            
minValue
 
=
 
endPoints
[
i
];

        
}

        
int
 
countNodes
 
=
 
countEndPoint
 
*
 
2
 
+
 
1
;

        
elementaryInterval
[
countNodes
 
-
 
1
]
 
=
 
CreateLeafNode
(
endPoints
[
countEndPoint
 
-
 
1
],
 
FLT_MAX
,
 
true
,
 
true
);

        
while
 
(
countNodes
 
>
 
1
)

        
{

            
for
(
int
 
i
 
=
 
0
;
 
i
 
<
 
countNodes
 
/
 
2
;
 
i
++
)

            
{

                
int
 
towI
 
=
 
2
 
*
 
i
;

                
BinaryTree
 
*
newNode
 
=
 
Union
(
elementaryInterval
[
towI
],
 
elementaryInterval
[
towI
 
+
 
1
]);

                
newNode
->
leftChild
 
=
 
elementaryInterval
[
towI
];

                
newNode
->
rightChild
 
=
 
elementaryInterval
[
towI
 
+
 
1
];

                
newNode
->
subSet
 
=
 
vector
<
Segment
>
();

                
elementaryInterval
[
i
]
 
=
 
newNode
;

            
}

            
if
 
(
countNodes
 
%
 
2
)

            
{

                
elementaryInterval
[
countNodes
 
/
 
2
]
 
=
 
elementaryInterval
[
countNodes
 
-
 
1
];

            
}

            
countNodes
 
=
 
countNodes
 
/
 
2
 
+
 
(
countNodes
 
%
 
2
);

        
}

        
return
 
elementaryInterval
[
0
];

}

inline
 
bool
 
ContainsIntNode
(
Segment
 
segment
,
 
BinaryTree
 
*
tree
)

{

    
return
 
tree
->
minValue
 
>=
 
segment
.
minValue
 
&
 
tree
->
maxValue
 
<=
 
segment
.
maxValue
;

}

inline
 
bool
 
IntersectIntNode
(
Segment
 
segment
,
 
BinaryTree
 
*
tree
)

{

     
return
 
(
segment
.
minValue
 
<
 
tree
->
maxValue
 
|
 
(
segment
.
minValue
 
==
 
tree
->
maxValue
 
&
 
!
tree
->
maxOpen
))

        
&
 
(
segment
.
maxValue
 
>
 
tree
->
minValue
 
|
 
(
segment
.
maxValue
 
==
 
tree
->
minValue
 
&
 
!
tree
->
minOpen
));

}

void
 
InsertSegment
(
Segment
 
segment
,
 
BinaryTree
 
*
tree
)

{

    
if
 
(
ContainsIntNode
(
segment
,
 
tree
))

    
{

        
tree
->
subSet
.
push_back
(
segment
);

        
return
;

    
}

    
//Si es nodo hoja

    
if
 
(
!
tree
->
leftChild
)

        
return
;

    
if
 
(
IntersectIntNode
(
segment
,
 
tree
->
leftChild
))

        
InsertSegment
(
segment
,
 
tree
->
leftChild
);

    
if
 
(
IntersectIntNode
(
segment
,
 
tree
->
rightChild
))

        
InsertSegment
(
segment
,
 
tree
->
rightChild
);

}

void
 
DeleteEqualPoint
(
Point
 
*
endPoint
,
 
int
 
*
countEndPoint
)

{

    
int
 
count
 
=
 
*
countEndPoint
;

    
int
 
index
 
=
 
0
;

    
int
 
i
 
=
 
0
;

    
while
 
(
i
 
<
 
count
)

    
{

        
endPoint
[
index
]
 
=
 
endPoint
[
i
];

        
while
 
(
i
 
<
 
count
 
&&
 
endPoint
[
index
]
 
==
 
endPoint
[
i
])

            
i
++
;

        
index
++
;

    
}

    
*
countEndPoint
 
=
 
index
;

}

//Crea el árbol de segmento a partir del conjunto de segmentos

BinaryTree
*
 
BuiltTree
(
Segment
 
segments
[],
 
int
 
segmentCount
)

{

    
int
 
countEndPoint
 
=
 
segmentCount
 
*
 
2
;

    
Point
 
*
endPoints
 
=
 
new
 
Point
[
countEndPoint
];

    
for
(
int
 
i
 
=
 
0
;
 
i
 
<
 
segmentCount
;
 
i
++
)

    
{

        
int
 
towI
 
=
 
2
 
*
 
i
;

        
endPoints
[
towI
]
 
=
 
segments
[
i
].
maxValue
;

        
endPoints
[
towI
 
+
 
1
]
 
=
 
segments
[
i
].
minValue
;

    
}

    
qsort
(
endPoints
,
 
countEndPoint
,
 
sizeof
(
Point
),
 
cmp
);

    
DeleteEqualPoint
(
endPoints
,
 
&
countEndPoint
);

    
BinaryTree
 
*
tree
 
=
 
BuiltBalancedBinaryTree
(
endPoints
,
 
countEndPoint
);

    
delete
 
[]
 
endPoints
;

    
for
 
(
int
 
i
 
=
 
0
;
 
i
 
<
 
segmentCount
;
 
i
++
)

        
InsertSegment
(
segments
[
i
],
 
tree
);

    
return
 
tree
;

}

//Libera la memoria ocupada por el árbol construido

void
 
DeleteTree
(
BinaryTree
 
*
tree
)

{

    
if
 
(
tree
->
leftChild
 
!=
 
0
)

        
DeleteTree
(
tree
->
leftChild
);

    
if
 
(
tree
->
rightChild
 
!=
 
0
)

        
DeleteTree
(
tree
->
rightChild
);

    
delete
 
tree
;

}

```

## Consulta
Esta sección describe la operación de consulta de un árbol de segmento en un espacio de una dimensión.
Una consulta para un árbol de segmento, recibe un punto qx y recupera una lista de todos los segmentos almacenados que contienen el punto qx.
Formalmente; dado un nodo (subárbol) v y un punto de consulta qx, la consulta puede ser hecha usando el siguiente algoritmo:
- Reportar todos los intervalos en I(v).
- Si v no es una hoja:
  - Si qx está en Int(hijo izquierdo de v) entonces
    - Realizar una consulta en el hijo izquierdo de v.

  - Si qx está en Int(hijo derecho de v) entonces
    - Realizar una consulta en el hijo derecho de v.

En un árbol de segmento que contiene n intervalos, quienes contienen un punto de consulta pueden ser reportados en un tiempo O(logn + k), donde k es el número de intervalos reportados.
Prueba: El algoritmo de consulta visita un nodo por nivel del árbol, así que en total visita O(logn) nodos. Por otro lado, en un nodo v, los segmentos en I son reportados en un tiempo O(1 + kv), donde kv es el número de intervalos en el nodo v reportados. La suma de todos los kv para todos los nodos v visitados es k el número de segmentos reportados.
Algoritmo para realizar consultas en el árbol de segmento construido con el algoritmo anterior:
```
//Query methods

inline
 
bool
 
ContainPoint
(
BinaryTree
 
*
tree
,
 
Point
 
point
)

{

    
return
 
(
tree
->
minValue
 
<
 
point
 
|
 
(
tree
->
minValue
 
==
 
point
 
&
 
!
tree
->
minOpen
))

        
&
 
(
tree
->
maxValue
 
>
 
point
 
|
  
(
tree
->
maxValue
 
==
 
point
 
&
 
!
tree
->
maxOpen
));

}

void
 
Query
(
BinaryTree
 
*
tree
,
 
Point
 
point
,
 
vector
<
Segment
>
 
*
report
)

{

    
if
 
(
ContainPoint
(
tree
,
 
point
))

    
{

        
int
 
sizeSubSet
 
=
 
tree
->
subSet
.
size
();

        
for
(
int
 
i
 
=
 
0
;
 
i
 
<
 
sizeSubSet
;
 
i
++
)

        
{

            
(
*
report
).
push_back
(
tree
->
subSet
[
i
]);

        
}

    
}

    
//Si es nodo hoja

    
if
 
(
!
tree
->
leftChild
)

        
return
;

    
if
 
(
ContainPoint
(
tree
->
leftChild
,
 
point
))

        
Query
(
tree
->
leftChild
,
 
point
,
 
report
);

    
if
 
(
ContainPoint
(
tree
->
rightChild
,
 
point
))

        
Query
(
tree
->
rightChild
,
 
point
,
 
report
);

}

```

## Generalización para espacios multidimensionales
El árbol de segmento puede ser generalizado a espacios multidimensionales, en forma de árbol de segmento multinivel. En versiones multidimensionales, el árbol de segmento almacena una colección de rectángulos de ejes paralelos y puede recuperar los rectángulos que contienen un punto de consulta dado. La estructura usa O(nlogdn) de almacenamiento y responde consultas en O(logdn).
El uso de fractional cascading baja el tiempo de consulta por un factor logarítmico. El uso del árbol de intervalo en el nivel más profundo de las estructuras asociadas baja el almacenamiento con un factor logarítmico.

## Historia
El árbol de segmento fue descubierto por J. L. Bentley en 1977; en "Solutions to Klee’s rectangle problems".